# Daours Communal Cemetery
Daours Communal Cemetery is een begraafplaats gelegen in de Franse plaats Daours (Somme). De militaire graven worden onderhouden door de Commonwealth War Graves Commission.
De begraafplaats telt 2 geïdentificeerde Gemenebest graven uit de Eerste Wereldoorlog.